# Élections législatives de 1849 dans la Mayenne
Les élections législatives françaises de 1849 se déroulent les 13 et 14 mai 1849. Dans le département de la Mayenne, neuf députés sont à élire dans le cadre d'un scrutin de liste majoritaire.

## Mode de scrutin
Ces élections se sont déroulées au scrutin de liste majoritaire départemental à un tour, en application des dispositions de la loi électorale du 15 mars 1849.

### Liste de la droite
| N° | Candidats | Candidats                     | Parti       | Principales fonctions |
| -- | --------- | ----------------------------- | ----------- | --------------------- |
| 01 |           | Marie Louis de Vaujuas-Langan | Légitimiste |                       |
| 02 |           | Claude de Berset              | Légitimiste |                       |
| 03 |           | Jean-Baptiste Laureau         | Légitimiste |                       |
| 04 |           | Michel de La Broise           | Légitimiste |                       |
| 05 |           | Gabriel Tripier de Lozé       | Légitimiste |                       |
| 06 |           | Emmanuel Dambray              | Légitimiste |                       |
| 07 |           | Théodore Bélard du Plantys    | Légitimiste |                       |
| 08 |           | Amédée de Pastoret            | Légitimiste |                       |

### Liste bonapartiste (constitutionnel)
| N° | Candidats | Candidats                | Parti        | Principales fonctions |
| -- | --------- | ------------------------ | ------------ | --------------------- |
| 01 |           | Esprit Adolphe Segrétain | Bonapartiste |                       |

### Liste constitutionnelle
| N° | Candidats | Candidats                   | Parti                                                    | Principales fonctions |
| -- | --------- | --------------------------- | -------------------------------------------------------- | --------------------- |
| 01 |           | Louis Bigot                 | Républicains conservateurs                               |                       |
| 02 |           | Charles Goyet-Dubignon      | Républicains conservateurs                               |                       |
| 03 |           | Jules Roussel               | Républicains conservateurs                               |                       |
| 04 |           | François Adolphe Chambolle  | Orléaniste                                               |                       |
| 05 |           | Jules Bernard-Dutreil       | Républicains modérés                                     |                       |
| 06 |           | Emmanuel Defermon           | Républicains modérés, ancien partisan de François Guizot |                       |
| 07 |           | Émile Jamet                 | Républicains modérés                                     |                       |
| 08 |           | Pierre René Martinet (père) | Républicains modérés, ancien partisan de François Guizot |                       |

Letourneux et Esprit Adolphe Segrétain qui voulaient aussi se présenter sur cette liste n'obtiennent pas la majorité pour.

### Liste constitutionnelle (dissidente)
| N° | Candidats | Candidats                                 | Parti      | Principales fonctions |
| -- | --------- | ----------------------------------------- | ---------- | --------------------- |
| 01 |           | Jean-Baptiste Letourneux                  | Orléaniste |                       |
| 02 |           | Charles-Guillaume Sourdille de La Valette | Orléaniste |                       |

### Liste républicaine
| N° | Candidats | Candidats             | Parti       | Principales fonctions |
| -- | --------- | --------------------- | ----------- | --------------------- |
| 01 |           | Joseph Duboys-Fresney | Républicain |                       |
| 02 |           | Louis Chenais         | Républicain |                       |
| 02 |           | Henri Gandais         | Républicain |                       |
| 03 |           | Grisier               | Républicain |                       |
| 04 |           | Lebreton              | Républicain |                       |

### Liste démocrate-socialiste
| N° | Candidats | Candidats                     | Parti                | Principales fonctions |
| -- | --------- | ----------------------------- | -------------------- | --------------------- |
| 01 |           | Massé                         | Démocrate-socialiste |                       |
| 02 |           | César Chevalier-Malibert fils | Démocrate-socialiste |                       |
| 03 |           | Drouët                        | Démocrate-socialiste |                       |
| 04 |           | Théophile Thoré-Burger        | Démocrate-socialiste |                       |
| 05 |           | Alexandre Ledru-Rollin        | Démocrate-socialiste |                       |
| 06 |           | René-Eugène Sauvage-Hardy     | Démocrate-socialiste |                       |
| 07 |           | Jacques Poupin                | Démocrate-socialiste |                       |
| 08 |           | Pierre Joigneaux              | Démocrate-socialiste |                       |

## Élus et résultats
Inscrits : 106 662. Votants : 70 212 dont 1 120 militaires.
| Ordre d'élection | Député                                    | Parti / Groupe / Idéologie | Parti / Groupe / Idéologie | Votes                           | Elu |
| ---------------- | ----------------------------------------- | -------------------------- | -------------------------- | ------------------------------- | --- |
| 4e               | Charles Goyet-Dubignon *                  |                            | Républicain conservateur   | 32409                           | oui |
| 3e               | Marie Louis de Vaujuas-Langan             |                            | Légitimiste                | 32451                           | oui |
| 7e               | Louis Bigot *                             |                            | Républicains conservateurs | 31725                           | oui |
| 1re              | Claude de Berset                          |                            | Légitimiste                | 32786                           | oui |
| 5e               | Jean-Baptiste Laureau                     |                            | Légitimiste                | 32314                           | oui |
| 2e               | Michel de La Broise                       |                            | Légitimiste                | 32604                           | oui |
| 8e               | Gabriel Tripier de Lozé                   |                            | Légitimiste                | 31722                           | oui |
| 6e               | Emmanuel Dambray                          |                            | Légitimiste                | 32109                           | oui |
| 9e               | Jules Roussel *                           |                            | Républicain conservateur   | 30043                           | non |
| 10e              | Théodore Bélard du Plantys                |                            | Légitimiste                | 29977                           | non |
| 11e              | Émile Jamet *                             |                            | Républicains modérés       | 29964                           | non |
| 12e              | Jules Bernard-Dutreil *                   |                            | Républicains modérés       | 28642                           | non |
| 13e              | François Adolphe Chambolle *              |                            | Orléaniste                 | 26726                           | non |
| 14e              | Emmanuel Defermon                         |                            | Républicains modérés       | 20873                           | non |
| 15e              | Esprit Adolphe Segrétain                  |                            | Bonapartiste               | 20714                           | non |
| 16e              | Pierre René Martinet                      |                            | Républicains modérés       | 20407                           | non |
| 17e              | Jean-Baptiste Letourneux                  |                            | Orléaniste                 | 11791                           | non |
| 18e              | Amédée de Pastoret                        |                            | Légitimiste                | 11125                           | non |
| 19e              | Charles-Guillaume Sourdille de La Valette |                            | Orléaniste                 | 10240                           | non |
| 20e              | Joseph Duboys-Fresney *                   |                            | Républicain                | 8484                            | non |
| 21e              | Louis Chenais *                           |                            | Républicain                | 7799                            | non |
| 22e              | Henri Gandais                             |                            | Républicain                | 7195                            | non |
| 23e              | César Chevalier-Malibert (fils)           |                            | Démocrate-socialiste       | 6324                            | non |
| 24e              | Grisier                                   |                            | Républicain                | 6090                            | non |
| 25e              | Lebreton                                  |                            | républicain                | 5741                            | non |
| 26e              | René-Eugène Sauvage-Hardy                 |                            | Démocrate-socialiste       | 5175                            | non |
| 27e              | Drouët                                    |                            | Démocrate-socialiste       | 3924                            | non |
| 28e              | Pierre Bonaparte                          |                            |                            | 1494                            | non |
| 29e              | Trouillard                                |                            |                            | 1176                            | non |
| 30e              | Napoléon Joseph Ney                       |                            |                            | 1094                            | non |
| 31e              | Napoléon-Jérôme Bonaparte                 |                            | Démocrate-socialiste       | 439                             | non |
| 32e              | Morin                                     |                            |                            | 127                             | non |
| 33e              | Alexandre Ledru-Rollin                    |                            | Démocrate-socialiste       | quelques centaines de suffrages | non |

## Sources
- L'Indépendant de l'Ouest, 18 mai 1849
- L'Écho de la Mayenne, 20 mai 1849